# Эль-Киати, Абделькадер
Абделькаде́р Эль-Киа́ти (араб. عبد القادر الخياطي‎; род. 1945, Марокко) — марокканский футболист, игравший на позиции полузащитника; участник чемпионата мира 1970 года.

## Биография

### Игровая карьера
Единственный футбольный клуб за который он играл был ФАР.
В составе сборной Марокко принимал участие на чемпионате мира 1970 года, где сыграл в групповом матче со со сборными ФРГ, который марокканцы проиграли со счётом 2:1. Марокканцы не смогли преодолеть групповой этап, заняв в группе последнее место.
Входил в состав сборной на Кубке африканских наций 1972 года, где сыграл в трёх матчах на групповом этапе.